# اکریسون اونیفورمه
اکریسون اونیفورمه یک گونه سوسک از خانوادهٔ سوسک‌های شاخک‌دراز و از زیرخانوادهٔ شاخک‌درازیان است. مارتینز و مونه در سال ۱۹۷۵ این گونه را توصیف و بررسی کردند. این گونه در کشور بولیوی یافت شده‌است.